# Port lotniczy Quebo
Port lotniczy Quebo (ICAO: GG64) – port lotniczy zlokalizowany w Quebo, w Gwinei Bissau. 